# Kazuyuki Morisaki
Kazuyuki Morisaki (jap. 森﨑 和幸 Morisaki Kazuyuki; ur. 9 maja 1981) – japoński piłkarz. Obecnie występuje w Sanfrecce Hiroszima.

## Kariera klubowa
Od 1999 roku występował w klubie Sanfrecce Hiroszima.

## Kariera reprezentacyjna
W 2001 roku Kazuyuki Morisaki zagrał na Mistrzostwach Świata U-20.